# الفرز
الفرز هو فيلم من نوع حربي ودراما ومقتبس ‏ أُصدر في 2009. الفيلم من توزيع 01 للتوزيع ‏، وهو من إخراج دانيس تانوفيتش، أما السيناريو فكان من كتابة دانيس تانوفيتش وسكوت اندرسون. الفيلم مقتبسٌ من Triage (novel) ‏ من تأليف سكوت اندرسون.

## طاقم التمثيل
- نيك دانينغ
- برانكو الطواريء
- ريس ريتشي
- كولين فاريل
- كرستوفر لي
- باز فيغا
- كيلي ريلي
- جولييت ستيفنسون
- جيمي سيفيز
- إيلين والش
- إيان ماكلهيني
- لويس كاليجو

## الإنتاج
موسيقى الفيلم التصويرية كانت من تأليف لوسيو غودوي.

## وصلات خارجية
- الفرز على موقع IMDb (الإنجليزية)
- الفرز على موقع روتن توميتوز (الإنجليزية)
- الفرز على موقع نتفليكس (الإنجليزية)
- الفرز على موقع قاعدة بيانات الأفلام العربية
- الفرز على موقع ألو سيني (الفرنسية)
- الفرز على موقع Turner Classic Movies (الإنجليزية)
- الفرز على موقع أول موفي (الإنجليزية)
- الفرز على موقع فيلمافينيتي (الإسبانية)
- الفرز على موقع قاعدة بيانات الأفلام السويدية (السويدية)
- الفرز على موقع قاعدة بيانات الفيلم (الإنجليزية)